# Шахбазпур
Шахбазпур — газове родовище у Бангладеш, виявлене на острові Бхола (найпівденніша частина дельти Ганга).
Родовище відноситься до Бенгальського нафтогазоносного басейну та пов'язане з пісковиками групи формацій Сурма. Остання сформувалась у міоцені — пліоцені у дельтових-мілководноморських та флювіально-дельтових умовах. На Шахбазпурі виявлено п'ять продуктивних зони, які залягають на глибинах від 2578 до 3433 метра. Газ родовища «сухий» та містить в основному метан.
Родовище відкрили у 1995 році за допомогою свердловини Шахбазпур-1, яка досягла глибини у 3750 метрів. Станом на 2019 рік на Шахбазпурі пробурили 5 свердловин, 4 з яких знаходились у експлуатації. При цьому видобувні запаси (категорії 2Р — доведені та ймовірні) оцінювались у 18,1 млрд м3, з яких 2,2 млрд м3 вже були вилучені. Середньодобовий видобуток у 2019-му становив 1 млн м3 газу та лише 3 барелі конденсату.
Комерційний видобуток на родовищі почався у 2009-му. Газ Шахбазпуру використовується для живлення розташованої за 5 км ТЕС Бхола державної компанії BPDB. На початку 2020-х на тому ж майданчику очікується запуск ТЕС Бхола приватної компанії Nutan Bidyut. Також існують плани подачі ресурсу за межі острова по трубопроводу Бхола — Кхулна (до третього за розмірами міста Бангладеш Кхулна у середині 2010-х вже проклали газопровід Бхерамара – Кхулна, проте виникли проблеми із необхідним для нього ресурсом).